# Марк Бебій Тамфіл
Марк Бе́бій Тамфі́л (? — після 180 р. до н. е.) — політичний, державний та військовий діяч Римської республіки, консул 181 року до н. е.

## Життєпис
Походив з плебейського (згодом патриціанського) роду Бебіїв. Син Квінта Бебія Тамфіла, претора 218 року до н. е. 
194 року до н. е. його обрано народним трибуном. На цій посаді став також тріумвіром для створення римської колонії Сіпонтум в Апулії. У 192 році до н. е. став претором. Як провінцію отримав Ближню Іспанію. Втім через деякий час Бебію був переданий Брутій з огляду на війну проти Сирійського царства. Тут Бебій мав при собі 2 легіони, 15 тисяч піхоти та 500 кінноти з італійських союзників. Надалі Марк Бебій займався охороною узбережжя від Тарента до Брундізія. У 191 році до н. е. як пропретор Тамфіл отримав Грецію та Македонію. Тут він деякий час діяв поблизу м. Аполлонія. Взимку Бебій уклав союз з Філіппом V, царем Македонії, проти Антіоха III Селевкида. Ще до приходу консула Манія Ацилія Глабріона Бебій Тамфіл та македонський цар шляхом швидких та стрімких військових дій повністю захопили Фессалію та значну частину Етолії, запобігши союзникам сирійців — етолійцям — надати допомогу Антіоху III. Після цього Бебій Тамфіл брав участь у битві при Фермопілах.
У 185—184 роках до н. е. Марк Бебій був послом до Філліппа V Македонського та Євмена II Пергамського, яких підтримував у наміру подовжувати війни проти Антіоха III. Після цього вирішував суперечки поміж Ахейським союзом та Спартою.
У 181 році до н. е. його обрано консулом разом з Публієм Корнелієм Цетегом. Консули рушили до Лігурії, де тоді точилася війна. Втім по прибутті до місця попередній військовик Луцій Емілій Павло Македонський вже здолав лігурійців. Тим не менш імперій для Тамфіла й Цетега був подовжений на 180 рік до н. е. Разом із своїм колегою займався переселенням лігурійського племені апуанів до Самніуму, за що разом із колегою отримав тріумф. По поверненню до Риму провів закон проти зловживань під час консульських виборів.
З того часу про подальшу долю Марка Бебія Тамфіла згадок немає.